# 국가디지털포렌식센터
국가디지털포렌식센터(National Digital Forensic Center ; NDFC)는 변화하는 범죄에 대응하여 수사증거물에 대한 신속·정확한 분석으로 일선 수사를 지원함으로써 국민의 인권 보장에 앞장서기 위하여 설립된 대검찰청 소속기관으로 센터는 대검찰청 과학수사기획관으로 보하는 검사가 지휘한다. 디지털포렌식이란 컴퓨터나 디지털저장장치 등에 저장되어 있는 전자정보나 네트워크상에서 전송되고 있는 전자정보 중에서 증거로서 가치가 있는 전자정보를 식별하고 이를 무결하게 수집 분석한 후 법정에 제출하고 최종적으로 재판이 종료될 때까지 제출된 전자정보가 증거로서 역할을 수행하도록 하는 제반의 행위와 절차를 의미한다. 2007년 서울중앙지방검찰청에 디지털포렌식수사팀을 신설하였으며, 중·장기적인 계획을 세워 2008년 부산고등검찰청, 2009년 대구고등검찰청, 2010년대는 광주고등검찰청, 대전고등검찰청에 디지털포렌식수사팀을 설치하였으며, 이후 폭발적으로 늘어나는 디지털포렌식 수요에 대응하기 위해 2011년에는 인천지방검찰청, 2012년 수원지방검찰청에 디지털포렌식수사팀을 확대 설치·운영 중이다. 센터는 서울특별시 서초구 서초동에 위치하고 있다.

## 관련 법률
- 디엔에이신원확인정보의 이용 및 보호에 관한 법률[5]
  - 디엔에이신원확인정보의 이용 및 보호에 관한 법률 시행령[6]

## 연혁
- 1968년      대검찰청 중앙수사국 산하 과학수사에관한연구단 발족
- 1979년 8월 거짓말탐지기 검사 시작
- 1984년 7월 대검찰청 중앙수사부에 과학수사운영과 신설
- 1986년 4월 문서감정실 설치
- 1989년 9월 형사사진실, 음성분석실 설치
- 1991년 5월 유전자감정실 및 마약감정실 설치
- 1992년 3월 대한민국 최초로 유전자감식기법 개발
- 1997년 8월 마약지문감정센터 설치
- 1998년 2월 과학수사과 출범 (과학수사지도과와 과학수사운영 통합)
- 2003년 3월 마약지문감정센터 운영 개시
- 2005년 4월 과학수사기획관실, 과학수사제1담당관실, 과학수사제2담당관실 신설
- 2007년 3월 과학수사제1담당관실을 과학수사담당관실로, 과학수사제2담당관실을 디지털수사담당관실로 개편. 서울중앙지방검찰청 디지털수사팀 신설
- 2008년 10월 디지털포렌식센터 개관
- 2010년 1월 화재수사팀 신설
- 2010년 7월 디엔에이신원확인정보 데이터베이스 구축
- 2010년 8월 디엔에이수사담당관실 신설
- 2011년 11월 사이버범죄수사단 창설
- 2012년 11월 국가디지털포렌식센터로 명칭 변경

## 주요 업무
- 마약 성분 감정
- 마약 복용여부 감정
  - 소변 감정
  - 모발 감정
- 마약 지문 감정
- 법화학 감정
- 문서 감정
  - 필적·인영 감정
  - 불명문자 감정
  - 타자문자·워드프로세서문자 감정
  - 필흔 감정
  - 지질 감정
  - 문서의 작성 선후 감정
  - 위조 화폐·여권 등 감정
- 심리분석
  - 심리생리검사

- 폴리그래프 검사
- 뇌파 검사
- - 행동 분석
  - 진술 분석
  - 감정기법 연구
- 영양 분석
  - 영상 및 이미지 분석, 편집여부 확인
  - 영상 및 이미지 개선
  - 동일인 여부
  - 길이 계측
- 음성 분석
  - 동일인 음성 식별
  - 음질 개선
  - 녹음자료의 편집 여부
  - 녹취록의 진위 여부 판정
  - 음향신호 분석
  - 감정기법 연구
- 화재수사
  - 현장 감식
  - 재연실험 및 컴퓨터 시뮬레이션
  - 증거물 감정 및 수사지문
- 수사장비 개발·관리
- 영상녹화제도 기획·관리

## 조직

### 과학수사기획관
- 과학수사담당관
- 디지털수사담당관
- 디엔에이수사담당관
- 사이버범죄수사단

## 같이 보기
- 국립과학수사연구원
- 디지털포렌식센터
- 네덜란드 법과학연구소
- 국제감식학회